# Кинзебулатовский
Кинзебулатовский — упразднённый посёлок в Байгузинском сельсовете Макаровского района БАССР. Вошёл в состав Кинзебулатово.
Возник как посёлок нефтяников, обслуживающих Кинзебулатовское нефтяное месторождение (открыто в 1944 году, закрыт в 1960). Находился возле д.Кинзебулатово, к нему вела дорога, ставшая известная позднее известна как Кинзебулатовское шоссе.

## Географическое положение
Протекает река Тайрук.
Кинзебулатовский находился в 4 км от центра сельсовета — д. Байгузино, в 10 км от станции Ишимбаево, и в 31 км от райцентра — с. Петровское.